# ドッグスクール ラブリーパピー
『ドッグスクール ラブリーパピー』は、スターフィッシュ・エスディから2011年11月3日に発売されたニンテンドー3DS用ゲームソフト。

## 概要
ドッグトレーナーとなって様々な仔犬のしつけをミニゲーム形式でおこなう。犬種は全部で9種類。